# Струмок (Дністровський район)
Струмо́к — село в Україні, у Вашковецькій сільській громаді Дністровського району Чернівецької області України. 

## Географія
Найближча залізнична станція від села — Васкауци (за 2,5 км). Через село пролягає автошлях регіонального значення Р63.

## Історія
З 1991 року в складі незалежної України.
14 серпня 2015 року село в ході децентралізації включене до складу Вашковецької сільської громади.
17 липня 2020 року, в результаті адміністративно-територіальної реформи та ліквідації Сокирянського району, село увійшло до складу Дністровського району.

## Населення
За даними 2015 року в селі мешкало 265 осіб.

### Мова
Розподіл населення за рідною мовою за даними перепису 2001 року:
| Мова       | Кількість | Відсоток |
| ---------- | --------- | -------- |
| українська | 281       | 94.61%   |
| румунська  | 9         | 3.03%    |
| російська  | 7         | 2.36%    |
| Усього     | 297       | 100%     |